# جام جهانی ویوا ۲۰۰۹
جام جهانی ویوا ۲۰۰۹ (به انگلیسی: 2009 VIVA World Cup)، سومین جام جهانی ویوا، تورنمنت بین‌المللی برای فوتبال بود که در سال ۲۰۰۹ برگزار شد و تیم‌هایی که عضو فیفا نیستند در این مسابقات شرکت کردند. این مسابقات در پادانیا برگزار شد و این تیم برای دومین بار پیاپی، قهرمان این رقابت‌ها شد.
سه منطقه خواهان میزبانی رقابت‌ها بودند:
- پادانیا (ایتالیا)
- گزو (مالت)
- کردستان عراق (عراق)

طبق جلسه‌ای که سازمان ان اف بورد در ۸ دسامبر ۲۰۰۸ در میلان ایتالیا ترتیب داد، قرار بر این شد که این مسابقات سالیانه برگزار شود ؛میزبانی مسابقات سال ۲۰۰۹ به پادانیا داده شد؛ میزبانی سال ۲۰۱۰ به گزو واگذار شد و قرار شد مسابقات سال ۲۰۱۱ را کردستان عراق میزبانی کند.
| قهرمان جام جهانی ویوا ۲۰۰۹ |
| پادانیا دومین بار          |
| -------------------------- |